# The Monolith Monsters
The Monolith Monsters (bra: Rastros do Espaço) é um filme estadunidense, de 1957, em preto e branco, do gênero Ficção Científica, dirigido por John Sherwood, roteirizado por Norman Jolley, Robert M. Fresco e Jack Arnold, música de Irving Gertz, Henry Mancini e Herman Stein.

## Sinopse
Geólogo tenta entender e deter a ameaça de meteoritos negros que se agigantam e petrificam as pessoas a eles expostos.

## Elenco
- Lola Albright ....... Cathy Barrett
- Grant Williams ....... Dave Miller
- Les Tremayne ....... Martin Cochrane
- Trevor Bardette ....... Professor Arthur Flanders
- Phil Harvey ....... Ben Gilbert
- William Flaherty ....... Chefe Dan Corey
- Harry Jackson ....... Dr. Steve Hendricks
- Richard H. Cutting ....... Dr. E.J. Reynolds
- Linda Scheley ....... Ginny Simpson
- Dean Cromer ....... patrulheiro
- Steve Darrell ....... Joe Higgins